# Bleda eximius
Bulbul-de-cauda-verde ou chiricuata-de-cauda-verde (Bleda eximius) é uma espécie de ave da família Pycnonotidae.
Pode ser encontrada nos seguintes países: West Africa in south-west Gana, southern Costa do Marfim, Libéria, southern Guiné e southern Serra Leoa.
Os seus habitats naturais são: tropical moist lowland forests.
Está ameaçada por perda de habitat.